# Ли Гювон
Ли Гювон (род. 14 февраля 1989) — южнокорейский дзюдоист, чемпион Азии и мира, чемпион и призёр Азиатских игр. Выступал в полутяжёлой весовой категории (до 90 кг).

## Карьера
В 2009 году Гювон стал бронзовым призёром универсиады в Белграде и чемпионом мира. В 2010 году он взял бронзу Азиатских игр в Гуанчжоу, а на следующий год — золото чемпионата Азии в Абу-Даби. В 2014 году южнокореец стал победителем Азиатских игр в Инчхоне.